# Xarur

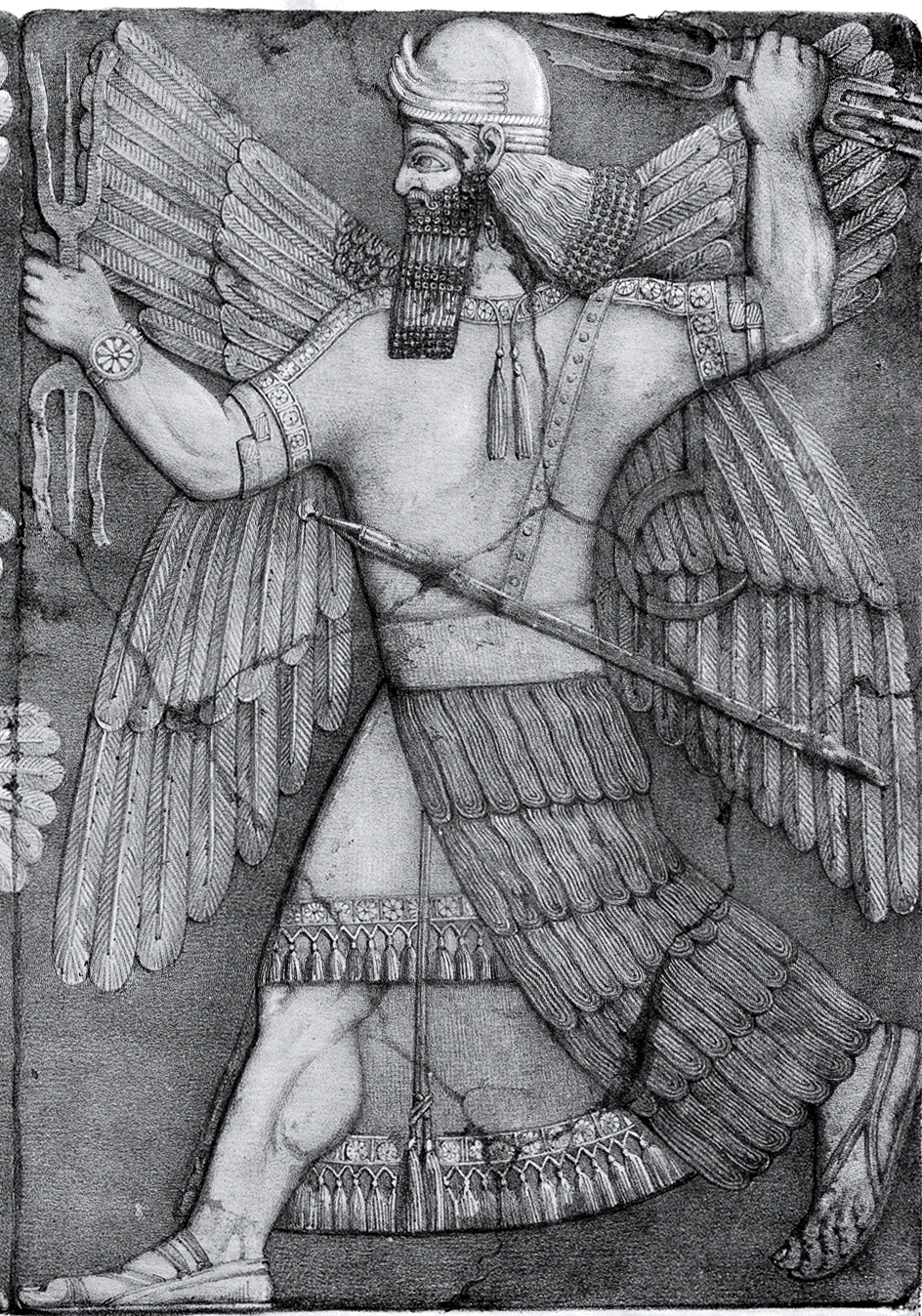
Ninurta

El xarur (en sumeri: 𒊹𒃡 šar₂-ur₃), que significa «destructor de milers» és l'arma i el símbol que portava el déu Ninurta. Les fonts llegendàries sumèries diuen que era una maça màgica parlant.
Aquesta maça té un paper important en una narració titulada Lugal-e o també Les exploracions de Ninurta, on el déu havia de lluitar contra el dimoni Asag, un ésser terrible que havia nascut del déu del cel, An i de la deessa Ki, divinitat que representava la terra. El dimoni vivia a les muntanyes de Kur i al seu pas s'estenien les malalties i s'assecaven els pous. A més, anava acompanyat a la batalla per un exèrcit de guerrers que eren dimonis de pedra, nascuts de la seva unió amb les muntanyes. A la narració s'explica com el déu l'utilitza per derrotar Asag, i es diu que Xarur té el poder de volar a grans distàncies sense traves, mentre es comunica amb el seu portador. Xarur, a la batalla, és més que una arma. Dona al déu un coneixement crucial sobre l'enemic i actua com a emissari entre el déu Enlil i Ninurta. L'hi transmet les indicacions del seu pare Enlil i l'hi diu que ha de matar al dimoni Kur, un déu serp venerat a Babilònia que vivia al món dels morts, i també l'estratègia que ha d'usar per derrotar Asag.
Xarur també pot adoptar la forma d'un lleó alat, un fet freqüent en la tradició mitològica sumèria i accàdia.